# Fiord de Malangen
El fiord de Malangen (o Malangsfjord en noruec) (sami septentrional: Málatvuotna, kven: Malankivuono) és un fiord situat al comtat de Troms, Noruega. El fiord marca la frontera entre els municipis de Lenvik (a l'oest) i amb els de Tromsø i Balsfjord (a l'est). El riu Målselva desemboca en aquest fiord.